# Phù Lỗ (xã)
Phù Lỗ is een xã in het district Sóc Sơn van de Vietnamese hoofdstad Hanoi. Het dorp ligt ongeveer 18 kilometer ten noorden van de stad Hanoi. Bij Phù Lỗ ligt ook het Internationale Luchthaven Nội Bài.